# العرمة (يريم)

تعديل مصدري - تعديل

العرمة محلة تابعة لقرية الحيمة، التابعة لعزلة بني مسلم بمديرية يريم إحدى مديريات محافظة إب في الجمهورية اليمنية.، بلغ تعداد سكانها 84 حسب تعداد اليمن لعام 2004.